# Grube Friedberg
Die Grube Friedberg liegt in der mittelhessischen Gemeinde Biebertal am Fuße des Dünsbergs. In der Grube wurde zwischen 1826 und 1961 erst im Tagebau, dann unter Tage Erz abgebaut. Inzwischen ist die Grube stillgelegt.

## Entstehung
Die ersten schriftlich belegten Bergbauaktivitäten in der Gemarkung Fellingshausen stammen aus dem Jahre 1826. Damals unternahmen J. W. Buderus’ Söhne mit Sitz auf der Friedrichshütte bei Laubach Schürfversuche in der Gemarkung. Am 30. April 1836 wurde von Justus Kilian ein Mutschein beantragt, der sich auf ein Eisensteinlager im Distrikt Buchholz bezog. Die Mutung wurde ihm am 3. Oktober 1836 erteilt. Kilian stellte am 9. Dezember 1839, mit der Begründung, er habe bei den Schürfarbeiten nur nesterweise Vorkommen von Brauneisenstein gefunden, einen Antrag auf Belehnung der gesamten Gemarkung Fellingshausen mit Eisensteingräberei. Die sei laut Kilian notwendig, um ein eigentliches Lager zu erschürfen. Am 17. Februar 1840 wurde Kilian, der 1837 mit der Justushütte in Weidenhausen an der Salzböde ein weiteres Eisenwerk errichtet hatte, die Gemarkung Fellingshausen zur Eisensteingräberei verliehen.

Am 18. April 1842 erteilte die Bergbehörde Wilhelm Briel auf Antrag einen Mutschein auf den Buchholzgraben, den er allerdings nach Ablauf eines Jahres verfallen ließ. Ein weiterer Mutschein wurde 1847 an Ph. Gath, Joh. Ph. Gath und H. Später aus Altenkirchen bei Weilburg ausgegeben. Dieser wurde in den folgenden Jahren mehrmals verlängert, bis schließlich im November 1849 der Mutschein an C. Haibach aus Altenkirchen abgetreten wurde.
Am 19. Dezember 1853, der alte Mutschein war erloschen, wurde Ph. Gath und Mitteilhaber neue Mutung erteilt. Im Frühjahr 1854 erbrachte Gath den Beweis, dass es sich bei dem 1840 angelegten Tagebau am Buchholzgraben um ein geschlossenes Lager handelt. Gath stellte Antrag auf Belehnung auf Brauneisenstein und Manganerz, gegen den Kilian Widerspruch einlegte, da er sich in seinem Recht auf Eisensteingräberei verletzt fühlte. Kilian begann, ohne einen Beschluss der Bergbaubehörde abzuwarten, das Erzlager abzubauen. Seinen Bergleuten gab er die Anweisung, „der Gewalt nicht zu weichen“, woraufhin sich die Bergleute von Gath zurückzogen. Unter dem Eindruck dieses Vorgehens wies das Großherzoglich-Hessische Finanzministerium den Widerspruch Kilians zurück und entsprach dem Belehnungsgesuch von Gath. Kilian wurde der Entzug der Belehnung angedroht, wenn er den Erzabbau im nunmehr verliehenen Grubenfeld fortsetzen würde. Ungeachtet dessen fuhr Kilian mit der Erzabbau fort, woraufhin Gath am 14. März 1855 beim Stadtgericht Gießen Klage gegen Kilian einreichte. Im Jahre 1857 kam es sogar zu tätlichen Auseinandersetzungen zwischen den Bergleuten beider Parteien.
Am 12. August 1859 starb Kilian. Er wurde von seinem Schwiegersohn bei einer Auseinandersetzung tödlich verletzt. Die 1854 von Kilian erbaute Hedwigshütte bei Lollar kam dadurch zum Erliegen und wurde am 15. Oktober 1861 von J.W. Buderus Söhne für 85.000 Gulden erworben. Die Berechtigung zur Eisengräberei war in dem Kaufpreis mit 8.000 Gulden enthalten. Buderus fasste den Begriff Eisensteingräberei als Tagebau auf und begann 1863 zur Erzversorgung der in Main-Weser-Hütte umbenannten früheren Hedwigshütte mit dem Erzabbau am Buchholzgraben. Nun legte Gath Widerspruch bei der Oberbaudirektion in Darmstadt ein.
Um den nunmehr neun Jahre dauernden Streit beizulegen, strengte die Oberbaudirektion intensive Vermittlungsversuche an, die am 2. September 1863 durch einen außergerichtlichen Vergleich in Friedberg zu einer Einigung führten. Gath erklärte sich bereit, den östlichen Teil seines Grubenfeldes Buchholz an Buderus abzugeben. Im Gegenzug verpflichtete sich Buderus zur Zahlung von 1000 Gulden und verzichtete auf das Recht der Eisensteingräberei im verbleibenden Teil des Grubenfeldes Buchholz und in der Flur VIII, die am 18. März 1864 unter dem Grubennahmen Nassau an Gath verliehen wurde. Zum selben Datum (18. März 1864) wurde der östliche Teil des ehemaligen Grubenfeldes Buchholz unter dem Namen Friedberg an Buderus verliehen.

## Geschichte

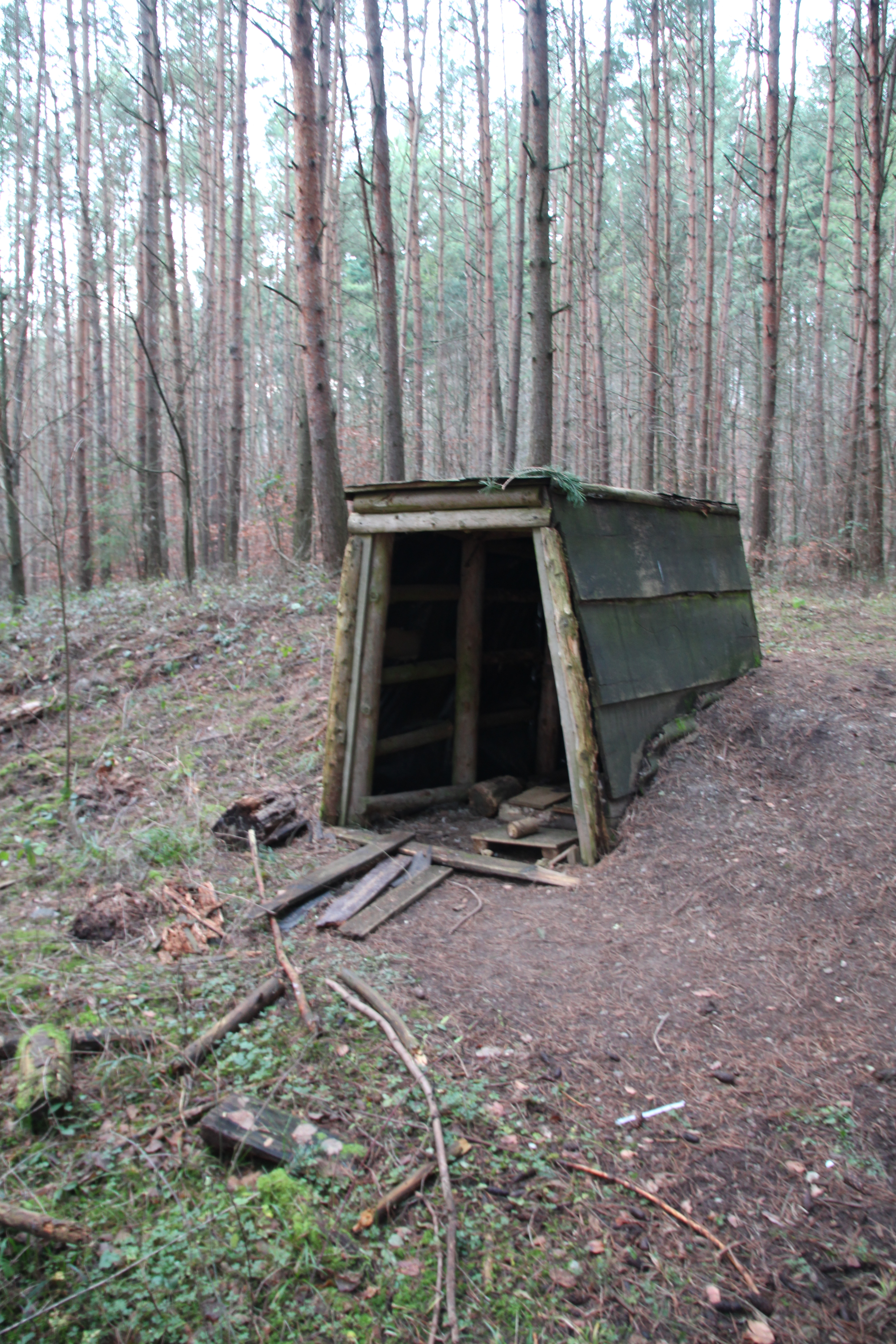
Modell eines Türstocks

Im Grubenfeld Friedberg nahm die Firma Buderus im Jahre 1864 die Erzgewinnung auf. Im selben Jahr, am 9. September 1864, wurde das Grubenfeld um die Flur X erweitert. Das Erzvorkommen ist keine Fortsetzung der sich südlich anschließenden Eleonoremulde, sondern eine eigenständige Lagerstätte, die sich eng an einen schmalen Kalkzug anlegt. In dem eingezeichneten Tagebau wurden nur die oberen Schichten bis zu einer von Mächtigkeit acht Metern abgebaut. Die Qualität des gewonnenen Erzes ließ aber durchaus zu wünschen übrig. So hatte das Eisenmanganerz einen Eisen-Gehalt von 33,6 % und einen Mangan-Gehalt von 7,33 %. Dies hatte zur Folge, dass das Erz sich nicht rentabel verhütten ließ, wodurch schon nach einigen Monaten der Betrieb auf der Grube Friedberg eingestellt wurde.
Nachdem in der Grube Meilhardt, nahe der Grubenfeldgrenze, ein neues Erzlager aufgeschlossen wurde, ließ Buderus 1873 mehrere Schürfschächte abteufen, durch die bewiesen wurde, dass sich das Erzlager der Grube Friedberg fortsetzt. Der Abbau des Erzes brachte aber bald Schwierigkeiten durch das Eindringen von Grundwasser mit sich. Auch der Versuch, eine Wasserhaltung einzurichten, misslang. Die mit Dampfkraft betriebenen Pumpen fielen infolge ständiger Verschlämmung immer wieder aus. Aus diesem Grund wurde mit Erreichen des Grundwasserspiegels 1878 die Grube abermals geschlossen. Die Erzförderung in diesem Zeitraum betrug 9894 t und wurde auf der Main-Weser-Hütte verschmolzen.
Im Jahre 1883 erfolgte eine neue Inbetriebnahme der Grube Friedberg. Die Voraussetzung dafür wurde durch den Wasserlösungsstollen der Grube Meilhardt geschaffen, der durch seine Nähe zur Grubenfeldgrenze auch zu einer Entwässerung der Grube Friedberg führte. Trotz der Verbesserung des Eisen-Gehaltes auf annähernd 50 % und eines Mangan-Gehaltes von 6 bis 8 % schwankte die Zahl der Beschäftigten in den folgenden 20 Jahren sehr. Durch den immer noch geringen Mangangehalt konnte das Erz nur schwer und zu niedrigen Preisen abgesetzt werden. Der Bau der Biebertalbahn bescherte der Grube Friedberg zwar eine größere Betriebsfähigkeit durch die gegenüber dem Fuhrwerkstransport verbilligte Abfuhr, doch wurde 1903 das Niveau des Meilhardtstollens erreicht, was zu einer erneuten Stilllegung der Grube führte. In den Jahren zwischen 1873 und 1903 wurden im Grubenfeld Friedberg insgesamt 55.154 t Brauneisenstein gefördert. Davon wurden im Jahre 1897 alleine 13.234 t mit einer Belegschaft von 60 Mann zu Tage gefördert.
Der durch den Ersten Weltkrieg entstandene Bedarf an manganhaltigen Erzen führte am 1. Juni 1916 zu einer Wiederinbetriebnahme der Grube Friedberg. Nachdem die Förderung durch den Meilhardtstollen und einen alten Schacht nicht sehr erfolgversprechend war, wurde 1918 ein neuer Maschinenschacht abgeteuft. 1920 erreichte der Schacht die 90-Meter-Sohle. Untersuchungen auf der 70- und 90-Meter-Sohle ergaben, dass in der Grube Friedberg noch umfangreiche Erzvorkommen abzubauen waren. Noch im selben Jahr (1920) wurde eine 1060 Meter lange Drahtseilbahn vom Grubengelände zur Erzverladestelle der Biebertalbahn im Kehlbachtal errichtet. Bis zum 15. Januar 1924 wurden 13.899 Tonnen Brauneisenstein gefördert. Doch am besagten Tage wurde die Grube wegen allgemein schlechter Konjunktur und des Ruhraufstandes zum vierten Mal stillgelegt. Die 25 zuletzt in der Grube beschäftigten Bergleute wurden entlassen.
Der Vierjahresplan von 1936 zur forcierten Aufrüstung verhalf der Grube Friedberg zu ihrer vierten Betriebsperiode. Am 3. Mai 1937 wurde die Arbeit wieder aufgenommen und 1941 die höchste Jahresförderung von 32.784 Tonnen erreicht. Die auf 88 gestiegene Anzahl der Bergleute veranlasste Buderus zum Bau eines großräumigen Zechenhauses, das von dem Darmstädter Architekten Jan Hubert Pinand im Stil einer Ordensburg entworfen und 1942 gebaut wurde. Seinerzeit wurde auf der 90-Meter-Sohle und auf der 1940 aufgefahrenen 110-Meter-Sohle das Lager weiter abgebaut. 1945 wurde der Betrieb abermals eingestellt, kam aber im Mai 1946 durch das Wiederanblasen des Hochofens I der Sophienhütte wieder in Förderung.
Durch den am 1. Dezember 1946 angenommenen Volksentscheid trat eine neue Verfassung des Landes Hessen in Kraft, wonach die Buderus’schen Eisenerzgruben, Hochöfen und Elektrizitätsbetriebe aus dem Konzernverbund herausgelöst und in Gemeineigentum überführt wurden. Die am 4. Juni 1952 gegründete Hessische Berg- und Hüttenwerke AG (an der Buderus noch mit 26 Prozent beteiligt war) teufte im Jahre 1956 den Maschinenschacht der Grube Friedberg um weitere 20 Meter auf die 130-Meter-Sohle ab. Als die Erzvorräte 1958 auf der 110-Meter-Sohle zu Ende gingen, war man auf der 130-Meter-Sohle zum weiteren Abbau bereit.

## Stilllegung und Bilanz
Die endgültige Stilllegung der Grube Friedberg am 31. Januar 1961 wurde in erster Linie durch die Einstellung des Erzbezuges der August-Thyssen-Hütte in Duisburg im Jahre 1960 verursacht. Die Grube Friedberg war das letzte Bergwerk am Fuße des Dünsberges. In ihr waren zuletzt 33 Bergleute beschäftigt. Ein weiterer Grund für die Stilllegung war der große Gebirgsdruck im Bereich des Schachtsicherheitspfeilers, der auf den Erzabbau in Schachtnähe um 1957 zurückging. Neben dem Förderschacht wurde dadurch auch das Zechenhaus der Grube in Mitleidenschaft gezogen und konnte in den letzten Betriebsjahren nur unter großem Aufwand vor dem Einsturz bewahrt werden. Mit der Einstellung der Grube Friedberg verlor die Biebertalbahn einen ihrer drei Hauptverfrachter. Von den Bergleuten der Grube Friedberg wurden insgesamt 497.881 Tonnen Brauneisenstein zu Tage gefördert. 85.000 Tonnen Erz blieben unter Tage.

## Bergbau Lahn-Dill-Gebiet
Etwas weiter südwestlich befanden sich in unmittelbarer Nähe die Gruben Elisabeth und Eleonore.